# Kanton Damigny
Der Kanton Damigny ist seit 2015 ein französischer Wahlkreis im Arrondissement Alençon, im Département Orne und in der Region Normandie; sein Hauptort ist Damigny.

## Gemeinden
Der Kanton besteht aus 16 Gemeinden mit insgesamt 13.403 Einwohnern (Stand: 1. Januar 2022) auf einer Gesamtfläche von 173,00 km²:
| Gemeinde                | Einwohner 1. Januar 2022 | Fläche km² | Dichte Einw./km² | Code INSEE | Postleitzahl |
| ----------------------- | ------------------------ | ---------- | ---------------- | ---------- | ------------ |
| Colombiers              | 334                      | 12,34      | 27               | 61111      | 61250        |
| Condé-sur-Sarthe        | 2.492                    | 8,46       | 295              | 61117      | 61250        |
| Cuissai                 | 436                      | 8,78       | 50               | 61141      | 61250        |
| Damigny                 | 2.425                    | 4,81       | 504              | 61143      | 61250        |
| Gandelain               | 416                      | 15,31      | 27               | 61182      | 61420        |
| Héloup                  | 887                      | 12,96      | 68               | 61203      | 61250        |
| La Ferrière-Bochard     | 706                      | 10,82      | 65               | 61165      | 61420        |
| Lalacelle               | 266                      | 13,37      | 20               | 61213      | 61320        |
| La Roche-Mabile         | 162                      | 5,21       | 31               | 61350      | 61420        |
| Lonrai                  | 1.084                    | 6,14       | 177              | 61234      | 61250        |
| Mieuxcé                 | 611                      | 10,36      | 59               | 61279      | 61250        |
| Pacé                    | 411                      | 7,56       | 54               | 61321      | 61250        |
| Saint-Céneri-le-Gérei   | 112                      | 3,86       | 29               | 61372      | 61250        |
| Saint-Denis-sur-Sarthon | 1.078                    | 13,81      | 78               | 61382      | 61420        |
| Saint-Nicolas-des-Bois  | 284                      | 25,26      | 11               | 61433      | 61250        |
| Valframbert             | 1.699                    | 13,95      | 122              | 61497      | 61250        |
| Kanton Damigny          | 13.403                   | 173,00     | 77               | 6110       | –            |